# 122e méridien est
En géographie, le 122e méridien est est le méridien joignant les points de la surface de la Terre dont la longitude est égale à 122° est.

## Géographie

### Dimensions
Comme tous les autres méridiens, la longueur du 122e méridien correspond à une demi-circonférence terrestre, soit 20 003,932 km. Au niveau de l'équateur, il est distant du méridien de Greenwich de 13 581 km,.
Avec le 58e méridien ouest, il forme un grand cercle passant par les pôles géographiques terrestres.

### Régions traversées
En commençant par le pôle Nord et descendant vers le sud au pôle Sud, Le 122e méridien est passe par:
| Coordonnées           | Pays, territoire ou mer | Notes |
| --------------------- | ----------------------- | --- |
| 90° 00′ N, 122° 00′ E | Océan Arctique          | |
| 78° 08′ N, 122° 00′ E | Mer de Laptev           | |
| 72° 57′ N, 122° 00′ E | Russie                  | République de Sakha Oblast de l'Amour — à partir de 56° 46′ N, 122° 00′ E Kraï de Transbaïkalie — sur environ 3 km à partir de 55° 12′ N, 122° 00′ E Oblast de l'Amour — à partir de 55° 11′ N, 122° 00′ E Kraï de Transbaïkalie — à partir de 54° 33′ N, 122° 00′ E Oblast de l'Amour — à partir de 54° 24′ N, 122° 00′ E Kraï de Transbaïkalie — à partir de 53° 32′ N, 122° 00′ E |
| 53° 25′ N, 122° 00′ E | Chine                   | Heilongjiang Mongolie Intérieure — 52° 11′ N, 122° 00′ E Jilin — 45° 57′ N, 122° 00′ E Mongolie Intérieure — 45° 30′ N, 122° 00′ E Liaoning — 42° 42′ N, 122° 00′ E |
| 40° 45′ N, 122° 00′ E | Mer Jaune               | Baie de Liaodong |
| 40° 07′ N, 122° 00′ E | Chine                   | Liaoning — Péninsule du Liaodong |
| 39° 04′ N, 122° 00′ E | Mer Jaune               | |
| 37° 30′ N, 122° 00′ E | Chine                   | Shandong — Péninsule du Shandong |
| 36° 59′ N, 122° 00′ E | Mer Jaune               | |
| 33° 17′ N, 122° 00′ E | Mer de Chine orientale  | |
| 31° 13′ N, 122° 00′ E | Chine                   | Shanghai — (estran) de Jiuduansha (en) |
| 31° 08′ N, 122° 00′ E | Mer de Chine orientale  | Passe par le Pont de Donghai (à 30° 40′ N, 122° 00′ E) |
| 30° 09′ N, 122° 00′ E | Chine                   | Zhejiang — Île de Zhoushan, continent et îlets |
| 29° 46′ N, 122° 00′ E | Mer de Chine orientale  | |
| 25° 01′ N, 122° 00′ E | Taïwan                  | Point le plus oriental de l'île de Taiwan — revendiquée par la Chine |
| 25° 00′ N, 122° 00′ E | Mer de Chine orientale  | |
| 25° 00′ N, 122° 00′ E | Océan Pacifique         | Mer des Philippines — Passe juste à l'est de l'archipel de Batanes, Philippines (à 20° 55′ N, 121° 56′ E) |
| 20° 29′ N, 122° 00′ E | Philippines             | Île de Batan |
| 20° 27′ N, 122° 00′ E | Océan Pacifique         | Mer des Philippines — passe juste à l'est des Îles Babuyan, Philippines (à 19° 32′ N, 121° 59′ E) |
| 18° 17′ N, 122° 00′ E | Philippines             | Île de Luzon |
| 16° 02′ N, 122° 00′ E | Océan Pacifique         | Mer des Philippines |
| 15° 02′ N, 122° 00′ E | Philippines             | Île de Polillo |
| 14° 40′ N, 122° 00′ E | Baie de Lamon           | |
| 14° 10′ N, 122° 00′ E | Philippines             | îles de Alabat et Luzon |
| 13° 48′ N, 122° 00′ E | Baie de Tayabas (en)    | |
| 13° 31′ N, 122° 00′ E | Philippines             | Île de Marinduque |
| 13° 12′ N, 122° 00′ E | Détroit de Tablas       | Passe juste à l'ouest de l'Île de Banton, Philippines (à n12° 59′ N, 122° 02′ E) Passe juste à l'ouest de l'Île de Simara, Philippines (à 12° 48′ N, 122° 01′ E) |
| 12° 36′ N, 122° 00′ E | Philippines             | Île de Tablas |
| 12° 08′ N, 122° 00′ E | Mer de Sibuyan          | |
| 11° 55′ N, 122° 00′ E | Philippines             | Île de Panay |
| 11° 45′ N, 122° 00′ E | Mer de Sulu             | |
| 10° 57′ N, 122° 00′ E | Philippines             | Île de Panay |
| 10° 26′ N, 122° 00′ E | Mer de Sulu             | |
| 7° 15′ N, 122° 00′ E  | Philippines             | Île de Mindanao |
| 6° 56′ N, 122° 00′ E  | Détroit Basilan (en)    | |
| 6° 44′ N, 122° 00′ E  | Philippines             | Île de Basilan et les Îles Tapiantana |
| 6° 17′ N, 122° 00′ E  | Mer de Célèbes          | |
| 1° 02′ N, 122° 00′ E  | Indonésie               | Île de Sulawesi (Péninsule de Minahasa) |
| 0° 28′ N, 122° 00′ E  | Golfe de Tomini         | |
| 0° 21′ S, 122° 00′ E  | Indonésie               | Îles Togian |
| 0° 25′ S, 122° 00′ E  | Golfe de Tomini         | |
| 0° 56′ S, 122° 00′ E  | Indonésie               | Île de Sulawesi (Péninsule Est) |
| 1° 38′ S, 122° 00′ E  | Mer de Banda            | |
| 2° 37′ S, 122° 00′ E  | Indonésie               | Île de Sulawesi (Péninsule Sud-Est |
| 4° 53′ S, 122° 00′ E  | Mer de Banda            | |
| 5° 09′ S, 122° 00′ E  | Indonésie               | Île de Kabaena |
| 5° 31′ S, 122° 00′ E  | Banda Sea               | Passe juste à l'est des Îles Selayar, Indonésie (à 7° 22′ S, 121° 50′ E) |
| 7° 29′ S, 122° 00′ E  | Mer de Flores           | |
| 8° 26′ S, 122° 00′ E  | Indonésie               | Île de Florès |
| 8° 48′ S, 122° 00′ E  | Mer de Savu             | |
| 10° 27′ S, 122° 00′ E | Indonésie               | Île de Savu |
| 10° 28′ S, 122° 00′ E | Océan indien            | |
| 13° 36′ S, 122° 00′ E | Australie               | Australie-Occidentale — Atoll Seringapatam (en) |
| 13° 42′ S, 122° 00′ E | Océan indien            | Passe juste à l'est de Atoll de Scott (en), Australie-Occidentale, Australie (à 14° 07′ S, 121° 59′ E) |
| 18° 24′ S, 122° 00′ E | Australie               | Australie-Occidentale — continent et l'Archipel de la Recherche |
| 34° 08′ S, 122° 00′ E | Océan indien            | Les autorités australiennes considèrent cette zone comme partie de l'Océan Austral, |
| 60° 00′ S, 122° 00′ E | Océan Austral           | |
| 66° 11′ S, 122° 00′ E | Antarctique             | Territoire antarctique australien, Territoires revendiqués par l' Australie |